# 한인숙
한인숙(1957년 7월 23일~)은 대한민국의 성우이다. 1977년 KBS 15기 공채 성우로 데뷔하였다.
여성 성우이나 애니메이션에서는 주로 나이어린 소년 역할이 주류를 이루었다. 단역 등으로 여성 역할을 맡기도 한다. 소년 역으로 《미래소년 코난》의 포비, 《두치와 뿌꾸》의 마두치, 《영심이》의 왕경태, 《피구왕 통키》의 맹태, 《탑블레이드》의 교수 등 대한민국 내에서 그녀의 목소리는 유명하다.
이미자, 이선호, 손정아, 박영남 등과 함께 소년역할 전문 여성성우로 분류되기도 한다.

## 주요 출연작품

### 애니메이션
- 개구쟁이 데니스 (KBS, SBS) - 데니스
- 개구쟁이 형제 픽스와 팍시 (EBS) - 픽스
- 검비의 모험 (투니버스) - 공룡
- 검정 고무신 (KBS) - 성철
- 괴도 키드 (투니버스) - 고뭉치
- 꼬꼬리코 돌격대 (SBS) - 줄리앙
- 꼬마공룡 딩크 (SBS) - 딩크
- 꽃나라 요술봉 (KBS) - 두리
- 날아라 번개호 (SBS)
- 내 사랑 미운 오리새끼 (KBS) - 팍스
- 내일의 나쟈 (투니버스) - 이루마
- 녹색전차 해모수 (KBS) - 로토
- 당근소년 헨리 (EBS) - 헨리
- 두꺼비 순찰대 (SBS)
- 두치와 뿌꾸 (KBS) - 두치
- 듀얼 마스터즈 (SBS) - 어진
- 디지몬 프론티어 (애니원) - 안도영
- 마법기사 레이어스 (SBS) - 소룡
- 마법사의 아들 코리 (KBS) - 코리
- 마일로의 대모험 (KBS) - 어리버리
- 말괄량이 앤지 (KBS) - 프랭크
- 명탐정 스토리 (카툰네트워크) - 김숙희
- 명탐정 코난 (KBS, 투니버스, 애니맥스) - 고뭉치
- 모래요정 바람돌이 (KBS) - 동구
- 몬타나 존스 (MBC)
- 못 말리는 쌍둥이 (EBS) - 엉뚱이
- 무카무카 파라다이스 (KBS) - 조상치
- 미래소년 코난 (KBS) - 포비
- 브리스톨 탐험대 (KBS) - 짐
- 뾰로롱 꼬마마녀 (KBS) - 남자 아이
- 사이버영혼 바스토프레몬 (KBS) - 밤
- 스피드왕 번개 (SBS) - 박하늘
- 신밧드의 모험 (KBS) - 핫산
- 아기호랑이 호비 (EBS) - 호비
- 아짱 쥬리 (SBS) - 빌리
- 악동클럽 (EBS) - 오토
- 엔진박사 엔지벤지 (EBS) - 엔지벤지
- 영심이 (KBS) - 왕경태
- 옛날 옛적에 (KBS) - 오름
- 오즈 탐험대 (SBS) - 모세
- 외계소년 위제트 (KBS) - 케빈
- 욕심쟁이 오리아저씨 (89년 더빙판/KBS) - 루이
- 우주가족 젯슨 (SBS)
- 은비 까비의 옛날 옛적에 (KBS) - 봉구
- 찾아라 파워스톤 (KBS) - 루이
- 코끼리왕 바바 (EBS) - 폼
- 탑 블레이드 (SBS) - 교수
  - 탑 블레이드 V (SBS) - 교수
  - 팽이대전 G블레이드 (SBS) - 교수
- 피구왕 통키 (SBS) - 맹태
- 허클베리 핀의 모험 (KBS) - 짐
- 황금로봇 골드런 (KBS) - 바우

### 애니메이션 영화
- 렛츠 댄스 (KBS) - 보람
- 모모 (KBS) - 브루노
- 아기곰 루도빅 (KBS) - 마일로
- 햇살나무 (KBS) - 선돌

### 극장용 애니메이션
- 명탐정 코난 극장판 1기 - 시한장치의 마천루 (투니버스) - 코지마 켄타 (고뭉치)
- 명탐정 코난 극장판 2기 - 14번째 표적 (투니버스) - 코지마 켄타 (고뭉치)
- 명탐정 코난 극장판 3기 - 세기말의 마술사 (투니버스) - 코지마 켄타 (고뭉치)
- 명탐정 코난 극장판 4기 - 눈동자 속의 암살자 (투니버스) - 코지마 켄타 (고뭉치)
- 명탐정 코난 극장판 5기 - 천국으로의 카운트다운 (투니버스) - 코지마 켄타 (고뭉치)
- 명탐정 코난 극장판 6기 - 베이커가의 망령 (투니버스) - 코지마 켄타 (고뭉치)
- 명탐정 코난 극장판 8기 - 은빛날개의 마술사 - 코지마 켄타 (고뭉치)
- 명탐정 코난 극장판 13기 - 칠흑의 추적자 (투니버스) - 코지마 켄타 (고뭉치)
- 명탐정 코난 극장판 14기 - 천공의 난파선 (투니버스) - 코지마 켄타 (고뭉치)
- 명탐정 코난 극장판 15기 - 침묵의 15분 (투니버스) - 코지마 켄타 (고뭉치)
- 명탐정 코난: 진홍의 연가 (극장판) - 코지마 켄타 (고뭉치)
- 명탐정 코난: 제로의 집행인 (극장판) - 코지마 켄타 (고뭉치)
- 명탐정 코난: 감벽의 관 (극장판) - 코지마 켄타 (고뭉치)
- 이웃집 토토로 (극장판 애니메이션) - 칸타 (이웃집 소년)

### 영화
- 꾸러기 전쟁 (KBS) - 마크(줄리앙 엘리)
- 남자의 세계 (KBS)
- 늑대와 춤을 (KBS) - 웜(제이슨 R. 론 힐)
- 더 캣 (SBS) - 콘래드(스펜서 브레슬린)
- 레인저 스카우트 (KBS)
- 마녀의 산 (KBS)
- 말괄량이 삐삐 (KBS)
- 못 말리는 가족 (KBS) - 리노스
- 바하마의 별 (KBS)
- 베토벤 (SBS) - 테드(크리스토퍼 캐스틸)
- 성룡의 나이스 가이 (KBS)
- 소림오조 (SBS) - 방대홍(전패)
- 시애틀의 잠 못 이루는 밤 (KBS) - 조나 볼드윈(로스 맬린저)
- 애꾸눈 론 선장 (KBS) - 벤(벤자민 살리스버리)
- 와이드 어웨이크 (KBS)
- 탈주자 (KBS) - 무키(키에란 컬킨)
- 펭 슈이 (KBS)
- 포세이돈 어드벤처 (KBS)
- 포이즌 아이비 (SBS)

### 외화
- 칭기즈칸 (KBS) - 베크테얼
- 블라인드 저스티스 (KBS)
- 명탐정 코난 드라마스페셜 - 남도일에게 보내는 도전장 (투니버스) - 뭉치 / 의뢰인 / 여학생4

### 라디오 드라마
라디오 여행기 (KBS 3라디오)
- 2005.08.03 ~ 2005.08.31 김성덕, 이영애 <가보자, 해보자, 달려보자> (낭독)

라디오 극장 (KBS 한민족 방송)
- 2010.05.01 ~ 2010.05.31 유재용 <사로잡힌 영혼> (응세)
- 2012.01.01 ~ 2012.01.31 한수영 <플루토의 지붕> (민수)

KBS 무대 (KBS 한민족 방송)
- 2010.05.01 쌍둥이 남매 (이상준)
- 2010.07.24 파타야에서 생긴 일 (하수인)

## 같이 보기
- 한국방송 성우극회